# Мелешки (Миргородський район)
Меле́шки —  село в Україні, в Миргородському районі Полтавської області. Населення становить 186 осіб. Входить до складу Петрівсько-Роменської сільської громади.
Після ліквідації Гадяцького району у липні 2020 року увійшло до Миргородського району.

## Географія
Село Мелешки розташоване на березі річки Хорол у місці де в неї впадає річка Озниця, вище за течією на відстані 2 км розташоване село Березова Лука, нижче за течією на відстані 4.5 км розташоване село Комишня.
Річка у цьому місці звивиста, утворює лимани, стариці та заболочені озера.

## Населення

### Мова
Розподіл населення за рідною мовою за даними перепису 2001 року:
| Мова       | Кількість | Відсоток |
| ---------- | --------- | -------- |
| українська | 185       | 99.46%   |
| російська  | 1         | 0.54%    |
| Усього     | 186       | 100%     |

## Історія
- 1625 — дата заснування.
- Село постраждало внаслідок геноциду українського народу, проведеного окупаційним урядом СРСР 1923-1933 та 1946-1947 роках.
- До 2017 року орган місцевого самоврядування — Березоволуцька сільська рада.

## Економіка
- Вівце-товарна ферма.